# New Cordell
La ville américaine de New Cordell est le siège du comté de Washita, dans l’Oklahoma. Lors du recensement de 2010, elle comptait 2 915 habitants.

## Histoire
À ses débuts la ville était située à quelques kilomètres de l’emplacement actuel avant d’être déplacée. D’où son nom de New Cordell.

## Source
- (en) Cet article est partiellement ou en totalité issu de l’article de Wikipédia en anglais intitulé « New Cordell, Oklahoma » (voir la liste des auteurs).